# 結城友奈是勇者
《結城友奈是勇者》，简称，是一部日本電視動畫作品，原作是Project2H，故事原案为貴博负责，由Studio五組擔任動畫製作。
電視動畫第1期《結城友奈是勇者-結城友奈之章-》於2014年10月起播出。故事背景設定於關連企劃《鷲尾須美是勇者》後兩年。
電視動畫第2期於2017年10月起播出，内容包括前传小说《鹫尾须美是勇者》改编的《结城友奈是勇者-鹫尾须美之章-》和第1期的续篇《结城友奈是勇者-勇者之章-》，其中《鷲尾須美之章》於2017年3月起在劇場分3章先行上映。
電視動畫第3期《結城友奈是勇者-大滿開之章-》於2021年10月1日起播出，內容包括小說《楠芽吹是勇者》及《乃木若葉是勇者》改編的部分，及對《勇者之章》劇情的補充與後日談。

## 概要
《结城友奈是勇者》是Studio五组首次制作原创电视动画。作品的企划始于波丽佳音将Minato Soft的タカヒロ介绍给Studio五组的制作人青木隆夫之时。之后，青木隆夫选择了岸诚二作为本片导演，岸诚二起用了上江洲诚作为剧本统筹，则负责故事原案。虽然由主导，但故事是、岸诚二和上江洲诚三人一起花时间创作的，上江洲诚还曾经对故事结局与另两人持不同意见。此外，插画家BUNBUN和Studio五组的成员们也一同参与了企划开发工作。
据本片的制作人前田俊博介绍，本片是一部典型的变身女主角作品，故事内容包含了可爱的日常生活描写（例如人物对话），很有大场面感觉的战斗剧情，以及“稍微”有些残酷的“配料”。观众可以先享受本片开头的日常生活描写，之后，随着剧情发展至中期，观众将会感受到这种日常生活是不可替代的。制作方希望观众在每周观看时能享受原创动画片的真正乐趣：事先无法得知剧情发展。
本片的预告片并未涉及正片中的部分事物和场景，例如「樹海化」警報，勇者的“精灵”，還有女主角變身戰鬥的畫面。

## 劇情簡介
劇情始於前傳《鷲尾須美是勇者》結束的兩年後，神世纪300年。主要讲述讚州中學二年级学生结城友奈，在学校裏过着与同學一同上课、參加社团活动、開心玩耍的平稳生活。在旁人看來，這些只是平凡女孩的生活日常，但有一点与其他女孩不同，那就是她參加的、名为“勇者部”的社团。入部以來，友奈與部內的朋友一起進行以部长犬吠埼风为中心的社团活动，卻在某天被捲進了與名為Vertex的神祕存在有關的超自然事件。

## 登場人物

### 讚州中學勇者部
結城友奈（聲：照井春佳（日本）； Xanthe Huynh（美国））
本作的主角，讃州中学初中部二年級生。個性直率，不論何時都能積極地向前看，關鍵時刻會變得很可靠。特技是從父母那裡習得的武術。
第5話與Vertex戰鬥過後失去味覺，雖想以開懷大吃的方式裝作沒事，依然被東鄉給看穿，並被眾人得知。
第12話再次滿開，散華後被剝奪雙腿機能，打败火球化的獅子型Vertex后陷入无尽的昏迷，只能由东乡美森推动轮椅带其四处走动。最后，在东乡美森的读书声和哭声中被唤醒，并顺利地出了院，由于自身的努力，满开后遗症已消失，味覺、雙腿恢复。参加勇者部在文化祭上的活动。
於昏迷狀態中曾看過前傳《乃木若葉是勇者》的勇者之一乃木若葉所留下的鼓勵影像，不過醒來後對此印象十分模糊。
其醒來之後所復原的身體部位，並非原本自己的身體，而是藉由神樹之力所產生的複製品，大赦將其稱為"御姿"，其容易受到神的寵愛。
勇者之章中，為了救出東鄉，代替其承受了天神的詛咒，一旦告訴他人自身的狀態，會使聽者也受到詛咒遭遇不幸，大赦告訴友奈若不解開詛咒恐活不過明年春天，為了應對天神的步步進逼，決定接受大赦與神樹結婚的建議，藉由神婚儀式使人類成為神的眷屬，人類得以在神樹的庇護下生存，在與勇者部一行爭吵後，獨自前往執行神婚儀式，但在最後一刻東鄉趕到，在東鄉的感化下講出自己真正的想法"想要和大家永遠在一起"，之後在勇者部及眾多英靈們的協助下，神樹理解到了勇者們的想法，將神樹自身滿開的力量給了友奈，最終友奈以勇者之拳反擊打敗了天神。
勇者型態：日式風格的櫻花色輕裝盔甲，戰鬥以格鬥打擊為主。代表花為日本山櫻。
持有精靈：牛鬼，外型為有翅膀的牛，武器化後可變成格鬥用的手甲和護腳。很愛吃以及咬其他人的精靈，特別喜歡牛肉乾，從勇者之章中得以推敲，牛鬼疑似為神樹本身。
持有精靈：火車，貓型。友奈的第二个精靈，武器化後更新了原來的護腳並追加火焰飛踢的招式。
滿開模式：為外掛型的巨大拳頭，其動作與自身同步，可暫時分離。
東鄉美森 / 鷲尾須美（聲：三森鈴子（日本）；Erika Harlacher（美国））
讃州中学初中部二年級生，因“事故”而失去兩年記憶和雙腿知覺。唯一記得的僅有身邊的一條緞帶，需要坐輪椅行動。友奈的同學與好友兼鄰居，也是能理解她的人，兩人經常一起行動。
沉著穩重，巨乳，也有著電腦、製作點心等各方面的才能，這樣多才多藝的一面也時常展現出來。
會在非常巧妙的時機使用軍事風格的語氣和術語，和勇者部一起唱卡拉OK時也都點唱軍歌或進行曲，此時勇者部全員起立敬禮已是不成文規定。部分網友認為這裡是在玩東鄉平八郎的捏他。
第5話與Vertex戰鬥過後左耳失去聽力。
第8話與友奈一起受到乃木園子召喚，被園子稱為小鷲（わっし）。(後來才知道那條緞帶是乃木園子送她的)
第10話主動前往醫院探視乃木園子並告知自己就是鷲尾須美，因過人的勇者素質而被鷲尾家當作養女，以勇者身分戰鬥兩年，因散華而失去記憶與雙腿機能後才被送回東鄉家，事故則是大赦掩蓋真相的謊言。乃木園子接著告訴她世界的真相，得知真相並闖出結界外親眼確認後，知曉一切的東鄉決意結束一切，開炮摧毀結界並引入大量Vertex直攻神樹。
在第12話中，由于结城友奈的努力，已从勇者身份中解放并恢复记忆与身體機能。
往後陪伴陷入昏迷的友奈，並在探訪時念勇者部文化祭表演活動的劇本。由於劇本中角色和友奈的遭遇相當近似，東鄉讀到後面便忍不住淚水而痛哭；最後被醒來的友奈安慰後又喜極而泣。
勇者之章中，由於先前東鄉打破了結界引發而天神眾怒。為了使外界的火勢得以趨緩，大赦打算犧牲六名巫女執行奉火祭，而東鄉以是自己的責任為由，代替了巫女執行奉火祭，消失在眾人的記憶之中，後被勇者部發現，將其救回。
勇者型態：緊身型的青藍色槍手裝扮，為了補足本人的行動不便而由頭部後的四條緞帶支撐身體行動。代表花為牽牛花。
持有精靈：刑部狸，外型為熊，武器化後為手槍。
持有精靈：不知火，外型為鬼火，武器化後為兩把霰彈槍。
持有精靈：青坊主，外型為蛋，武器化後為狙擊槍「銀」(しろがね)。
持有精靈：川萤，美森的第四只精靈，武器化後為小型浮游炮。
滿開模式：八挺光束砲以及一管光束加農砲作為主要武裝的浮游砲台（原型可能為日本神話中的八岐大蛇），有自動射擊和突入宇宙空間的能力。在美森解除滿開後殘留一朵大型牽牛花，為突入大氣層的倉囊。
犬吠埼風（聲：內山夕實（日本）；埃莉卡·文迪絲（美国））
讃州中学初中部三年級生，勇者部部長，性格直率，有著能把人們強力地吸引過來的魅力的大姐姐。家事萬能並擅長作料理，同時也喜歡享受美食。食量異常驚人。
很疼愛妹妹樹，也經常拿她沒辦法。兩年前父母因為意外雙亡，成為樹的監護人後被大赦賦予勇者的身分和使命。
第5話與Vertex戰鬥過後左眼失去視力，此後便開始戴眼罩行動，順勢引爆中二病屬性而被妹妹吐槽。
第9话，被东乡美森告知满开的后遗症无法恢复，回家后，得知妹妹的梦想是当一名歌手，而且通过了音乐公司的初选，但此时妹妹因为满开已经永远失去声音。处于对自己的自责和对大赦隐瞒真相的愤怒而崩潰暴走，欲将大赦打倒。但最终被勇者部众人阻止。
第11话和第12话中被妹妹的奮鬥鼓舞，重新燃起斗志，再一次和勇者部众人合力阻止了Vertex的来袭。最终满开的后遗症消失，视力逐渐恢复，并失去勇者的资格。
勇者型態：西式的鵝黃色劍士裝束。代表花為黃花酢漿草。
滿開模式：唯一沒有新增、改變武器樣式的勇者。
持有精靈：犬神，唯一不是以勇者代表色為自身色彩的精靈，背上有一朵黃花的標誌。武裝化後為可以改變劍身大小的劍。
持有精靈：鎌鼬，風的第二只精靈，武裝化後變為可投擲的小刀。
犬吠埼樹（聲：黑澤朋世（日本）；Brianna Knickerbocker（美国））
讃州中學初中部一年級生。風的妹妹，非常尊敬姐姐。興趣是占卜，尤其擅長塔羅牌。
立下成为歌手的志向，并且瞒着姐姐犬吠埼风参加了音乐公司的试音，并通过初选（第9话）。
有著很多像小動物般的舉動，經常躲在姐姐的影子當中，不過也作為勇者部唯一的1年生而每天都在努力著。
第4話末尾在勇者部幫助下克服膽小個性，在音樂課放聲高歌令全班驚豔，卻在第5集與Vertex戰鬥過後失去發聲機能，此後改以活頁紙本寫字溝通，且越來越有吐槽姐姐的傾向。
第12話中，由于结城友奈的努力，满开后遗症已消失，声音恢复。
勇者型態：西式的翠綠色修女裝。代表花為甘野老（玉竹）。
持有精靈：木靈，武裝化後是一只外觀為同科植物的鈴蘭造型手環，可以發出數條細線。
持有精靈：雲外鏡，樹的第二只精靈，武裝化後能展開力場。
滿開模式：為外掛型，射程範圍更遠、威力更強的線武環。
三好夏凜（聲：長妻樹里（日本）；Sarah Anne Williams（美国））
本作第3話登场，讃州中學初中部二年級生。伪装成转学生，实际是被“大赦”派遣到讃州中學监视勇者部的活动。自稱是更新友奈等人戰鬥數據的改良勇者。
五人之中唯一在第5話Vertex戰鬥後毫髮無傷的勇者，對此她相當在意與自責，甚至一度不敢回部室與大家見面。
第11話連續「滿開」斬殺入侵的Vertex，解除變身後被神樹連續奪去右手右腳的活動能力、雙眼的視力及雙耳的聽力。
第12話，为了解决火球化的獅子型Vertex，再一次满开，但是最终并没有留下后遗症，并且连前四次满开的后遗症也康复了。
曾與楠芽吹競爭勇者之位，之後勝出，繼承了三之輪銀的勇者終端。
勇者型態：水兵風格的輕型劍客裝束。代表花為皋月杜鵑。
持有精靈：義輝（声：肝付兼太），外型為武士，武裝化後為小型武士刀，會說｢諸行無常｣、｢出戰｣等極端的簡單詞彙。原型據傳為足利義輝。
滿開模式：為外掛型，由四隻握有武士刀的大型手臂組成。由於沒有精靈的防禦，因此特別容易受到Vertex的傷害。
乃木园子（聲：花泽香菜 (日本) ; Christine Marie Cabanos (美国)）
本作前传《鹫尾须美是勇者》中的上代勇者，14歲。家族在大赦中擁有相當的發言權，是乃木若葉的後代。
當年使用武器為長槍。兩年前的戰鬥使她失去大半身體機能，僅存左眼、口鼻、右手仍可活動，只能躺在大赦為她設置的病床上勉強維持生命。現在的職責為壓制失控的勇者。
自稱被大赦供奉為半神。為了傳遞真相屢次請求大赦為她傳喚下一代勇者卻屢次遭到拒絕，只得自行設法，利用戰鬥結束樹海化解除的時機成功召喚結城友奈和東鄉美森。把東鄉美森稱呼為小鷲（わっし）。東鄉美森探望她时说出世界的真相並讓她自行做決定。在最後一話取回被作為供品的器官功能。
在後日談小說中轉入友奈她們所在的讃州中學，以兩年前的相處方式和東鄉親近（友奈並不介意）。
鹫尾须美之章：鷲尾須美是勇者角色列表
大滿開之章：楠芽吹是勇者角色列表、乃木若葉是勇者角色列表

## 用語
勇者部六條約
勇者部創社時所訂下的五條規約，在《勇者之章》故事的最後增加到六條。
- 要好好打招呼(挨拶はきちんと)。
- 盡量不要放棄(なるべく諦めない)。
- 要睡好吃好(よく寝て、よく食べる)。
- 有煩惱就找人商量(悩んだら相談！)。
- 去做的話總會有辦法(有志者事竟成)(なせば大抵なんとかなる)。
- 不要勉强，自己也要幸福(無理せず、自分も幸せであること)。

大赦
侍奉神樹的組織。負責應對Vertex的威脋及導入「勇者系統」應用程式。
精靈
存放在手機的勇者系統中，依照勇者的意志行動、支援勇者的存在。除了各有所屬勇者的代表色外（犬神是唯一的例外），每一隻都有自己的個性。負責管理勇者的武器，以及防禦敵人攻擊。基本上一位勇者只有一隻精靈，但美森卻有三隻。第7集大赦送還手機之後，勇者部除了夏凜之外都獲得追加一隻精靈。第9集美森嘗試過各種方法自殺但都被精靈阻止（就算手機處於關機甚至沒電的狀態），加上園子所說的話而推斷出精靈並非依照自己的意志行動，而是身負另一種使命——避免勇者死亡，使勇者成為不死的存在，才能不斷的滿開、奉獻，直到無法行動為止。第10集園子在美森前來探視時透露她現在身邊有整整二十一隻精靈，美森於是得出園子身體殘缺是滿開二十次的結論。
星屑
神樹以外的天神所製造的白色生命體，可以集合組成Vertex，單個也能對人類形成威脅。
Vertex
從神樹外進來的異界生命。據透露會有12隻為破壞神樹而前來攻擊，但這點一度受到東鄉美森的懷疑。當到達神樹時世界便會滅亡。普通攻擊能使它們受傷，但很快便會再生，因此必須在打倒其後進行「封印之儀」，使其本體的「御魂」（倒四角錐型的核心，多半在頭部）露出再進行破壞。但是，部分Vertex露出「御魂」後會發動不同的能力進行抵抗，例如「高速移動」、「釋放煙幕」及「自我分裂」等。滿開狀態的勇者有能力直接跳過封印儀式破壞御魂。
本作出現的Vertex以「黃道十二宮」命名。
乙女型(乙女型)：第一隻入侵神樹結界的Vertex。以尾部射出的梭狀追蹤型飛彈攻擊，近身時則是使用披肩打擊。原型為處女座。
射手型(射手型)：第一波多體入侵的Vertex之一。有上、下兩張臉，分別射出極快速的矛以及大量的針刺。原型為人馬座(射手座)。
巨蟹型(蟹型)：第一波多體入侵的Vertex之一。漂浮在自身周遭、可收起的六塊硬板除了用來擋下攻擊外，亦可以反彈射手型的針刺做出掃射。原型為巨蟹座。
蠍子型(蠍型)：第一波多體入侵的Vertex之一。以尾部帶有燒灼效果的刺針進行攻擊。原型為天蠍座。
- 以上三隻Vertex，據官網的資料所說，在前傳便是以這種組合入侵；該次攻擊也使瀨戶大橋遭受破壞而半毀。[24]

山羊型(山羊型):入侵不久便被三好夏凜獨自擊破。原型為魔羯座。
水瓶型(水瓶型)：第二波多體入侵的Vertex之一。原型為水瓶座。
雄牛型(雄牛型)：第二波多體入侵的Vertex之一。原型為金牛座。
天秤型(天秤型)：第二波多體入侵的Vertex之一。原型為天秤座。
牧羊型(牡羊型)：第二波多體入侵的Vertex之一，少數不能飛行的Vertex。原型為牡羊座。
雙子型(双子型)：第二波多體入侵的Vertex之一。外型是被枷鎖銬上的人型，為所有Vertex中最小但速度最快的。實際上有黑、白兩隻，另一隻在第八集被視為漏網之魚並解決掉。原型為雙子座。
魚型(魚型)：第二波多體入侵的Vertex之一。原型為雙魚座。
獅子型(獅子型)：未合體成獅子星團前，為所有Vertex中體型最大的。原型為獅子座。有和其他型的Vertex融合、讓星屑透過頭上產生的火球而附加火焰攻擊、自身化為如太陽般巨大火球並直接往神樹方向衝刺的能力。
獅子星團(レオ・スタークラスター)：為水瓶型、天秤型、雄牛型與獅子型融合後的集合體。封印之儀所現出的御魂，是完全與本體不成比例、漂浮在宇宙空間中的超大型核心；其中有射出小型物體自衛的能力。
據第10集乃木園子透露，Vertex實際上是西曆時期大部眾神為毀滅人類世界而製造出來的至高生物，神樹大人則是一小部分眾神為了保護人類而製造的意志集合體。神樹大人在四國一帶設下防禦結界，保住人類最後的土地並確立勇者系統以抵抗侵略。
樹海
當Vertex入侵的同時神樹所制作的防禦結界。在勇者系統發布樹海化警報後便會展開結界、將戰場與現實世界分開並且凍結時間，勇者會在這裡和Vertex戰鬥。但戰鬥過程的封印儀式依然會在現實世界引發一定程度的災難。戰鬥結束後，勇者會被傳送到距離最後戰鬥位置最近的神社；一段時間後世界的時間便會開始繼續流動。
勇者被要求不能跑出結界和Vertex戰鬥，其實是避免勇者離開結界而發現外面已經毀滅的慘痛現實。
滿開
勇者在戰鬥時解放在以往戰鬥所儲存的力量並進行二段變身的能力。此狀態下勇者的外表出現轉變，戰鬥力大幅增強。在受到強烈攻擊後或是勇者疲勞過度會強制解除滿開並同時觸發隱藏功能「散華」，勇者會失去身體的一部分功能，據乃木園子透露是作為使用神力的代價進貢給神樹。但從西曆勇者的故事推測，身心狀態變差是使用精靈的代價而非神樹本身。另外，前傳的滿開是需要大橋作為代價。
滿開次數增加，所持精靈的數目亦會在勇者系統更新後增加。

## 細節
- 約在第四話播出、勇者部的勇者全部到齊後，官網更新了一張首頁視覺圖；圖中被遮住的部分，暗示勇者在第一次盛滿開後會喪失的身體部位機能：分別為夏凜的右手、東鄉的左耳聽力、友奈的味覺、風的左眼視力、樹的聲音。[25] 動畫視覺圖

動畫視覺圖

- 第七話的慰勞之旅中，風學姊曾在晚餐時望著神樹大人神龕上的供品開了這樣的玩笑：「供品只要過一段時間後應該就可以拿來吃了吧？」；某種程度上暗示了日後能取回喪失的身體機能。
- 後日談小說提到，風樹姊妹的雙親是在前傳的三隻Vertex入侵時，在協助民眾避難的誘導疏散後，因而失去逃生機會不幸罹難。
- 夏凜所使用搭載有勇者系統的手機其實是前傳勇者三之輪銀的遺物，因此夏凜的初始武器原本為雙斧，為求速度而改為小太刀。
- 夏凜有個在大赦高層工作的兄長，因為不希望活在哥哥的陰影下而選擇當勇者。努力不懈的結果得到備取勇者資格。
- 每集的片头曲动画中，会显示每个人的滿开积蓄情况。

## 電視動畫
於2014年10月17日起由MBS每日放送、TBS等日本電視台播出。

### 製作人員
- 原作：Project2H[26]
- 企画原案：タカヒロ（Minato Soft（日语：みなとそふと））
- 監督：岸誠二
- 系列構成：上江洲誠
- 角色設計原案：BUNBUN
- 動畫角色設計、總作畫監督：酒井孝裕
- 音樂：冈部启一、MONACA（日语：MONACA）
- 製片人：木下哲哉、前田俊博、小荒井孝典、原裕和、林洋平、福田順
- 動畫製作人：上野勳
- 動畫製作：Studio五組
- 製作：結城友奈是勇者製作委員會

### 主題曲
結城友奈之章
片頭曲
作詞：中村彼方，作曲、編曲：冈部启一
主唱（第1－3話）：讚州中學勇者社（讃州中学勇者部）（照井春佳、三森鈴子、內山夕實、黑澤朋世）
主唱（第4－12話）：讚州中學勇者社（讃州中学勇者部）（照井春佳、三森鈴子、內山夕實、黑澤朋世、長妻樹里）
片尾曲
「Aurora Days」
作詞：中村彼方，作曲：，編曲：EFFY
主唱（第2話）：讚州中學勇者社（照井春佳、三森鈴子、內山夕實、黑澤朋世）
主唱（第3話、第5－8話、第12話）：讚州中學勇者社（照井春佳、三森鈴子、內山夕實、黑澤朋世、長妻樹里）
主唱（第10話）：東鄉美森（三森鈴子）
主唱（第11話）：結城友奈（照井春佳）
（第4、9話）
作詞：中村彼方，作曲：shilo，編曲：Meis Clauson，主唱：犬吠埼樹（黑澤朋世）
第4話為acoustic guitar ver。
插曲
「soda pops」（第4話）
作詞：中村彼方，作曲：遠藤直弥，編曲：EFFY（FirstCall），主唱：犬吠埼風（內山夕實）
（第4話）
作詞：中村彼方，作曲、編曲：小松一也，主唱：結城友奈（照井春佳）&三好夏凜（長妻樹里）
（第4話）
作詞：中村彼方，作曲：黑田賢一，主唱：東鄉美森（三森鈴子）
「早春賦」（第4話）
作詞：吉丸一昌，作曲：中田章，編曲：EFFY（FirstCall），主唱：犬吠埼樹（黑澤朋世）
鷲尾須美之章
片頭曲
（先行上映版）
作詞：中村彼方，作曲、編曲：岡部啟一，主唱：三森鈴子
（電視動畫版）
作詞：中村彼方，作曲：蔦谷好位置，編曲：野間康介，主唱：三森鈴子
片尾曲
（第1章）
作詞：中村彼方，作曲：，編曲：EFFY，主唱：鷲尾須美（三森鈴子）、乃木園子（花澤香菜）、三之輪銀（花守由美里）
（第2章）
作詞：中村彼方，作曲、編曲：HIROTOMO、塚田耕平，主唱：三之輪銀（花守由美里）
（第3章）
作詞：中村彼方，作曲：三井真一，編曲：三谷秀甫，主唱：鷲尾須美（三森鈴子）、乃木園子（花澤香菜）
插曲
（先行上映版第2章、電視動畫版第3話）
作詞：中村彼方，作曲、編曲：EFFY，主唱：鷲尾須美（三森鈴子）
勇者之章
片頭曲
作詞：中村彼方，作曲、編曲：岡部啟一，主唱：讚州中學勇者社（照井春佳、三森鈴子、內山夕實、黑澤朋世、長妻樹里、花澤香菜）
片尾曲
作詞：中村彼方，作曲：岡部啟一，編曲：岡部啟一、高橋邦幸，主唱：讚州中學勇者社（照井春佳、三森鈴子、內山夕實、黑澤朋世、長妻樹里、花澤香菜）
大滿開之章
片頭曲
作詞：中村彼方，作曲、編曲：岡部啟一，主唱：讚州中學勇者社（照井春佳、三森鈴子、內山夕實、黑澤朋世、長妻樹里、花澤香菜）
片尾曲
作詞：中村彼方，作曲、編曲：岡部啟一，主唱：讚州中學勇者社（照井春佳、三森鈴子、內山夕實、黑澤朋世、長妻樹里、花澤香菜）
插曲
「U・D・N」（第1話）
作詞：中村彼方、本多友紀（Arte Refact），作曲、編曲：本多友紀（Arte Refact），主唱：YUSYABU BAND
「Darling☆Darling」（第1話）
作詞：中村彼方，作曲、編曲：瀧田綺美，主唱：結城友奈（照井春佳）＆犬吠埼樹（黑澤朋世）
（第1話）
作詞：中村彼方，作曲、編曲：（HANO），主唱：三好夏凜（長妻樹里）＆犬吠埼樹（黑澤朋世）
「 acoustic guitar ver.」（第12話）
作詞：中村彼方，作曲：shilo，編曲：Meis Clauson，主唱：犬吠埼樹（黑澤朋世）

### 各話列表
| 話數         | 日文標題     | 中文標題           | 劇本                                                     | 分鏡                                                     | 演出                                                          | 作畫監督                                                      | 總作畫監督                                               |
| 結城友奈之章 | 結城友奈之章 | 結城友奈之章       | 結城友奈之章                                             | 結城友奈之章                                             | 結城友奈之章                                                  | 結城友奈之章                                                  | 結城友奈之章                                             |
| ------------ | ------------ | ------------------ | -------------------------------------------------------- | -------------------------------------------------------- | ------------------------------------------------------------- | ------------------------------------------------------------- | -------------------------------------------------------- |
| 第一話       |              | 少女的真心         | 上江洲誠                                                 | 岸誠二                                                   | 下司泰弘                                                      | 酒井孝裕                                                      | 不適用                                                   |
| 第二話       |              | 美麗而優雅的思念   | タカヒロ                                                 | 平井義通                                                 | 平井義通                                                      | 、櫻井司                                                      | 酒井孝裕                                                 |
| 第三話       |              | 風采之姿           | 上江洲誠                                                 | 保戶木知惠                                               | 佐藤清光                                                      | 清水勝祐、橋口隼人                                            | 酒井孝裕                                                 |
| 第四話       |              | 閃耀的心           | 村田治                                                   | 黑崎武                                                   | 友田政晴                                                      | 山本正嗣 Yang Byung Gil                                       | 酒井孝裕                                                 |
| 第五話       |              | 戰勝困難           |                                                          | 村田峻治                                                 | 吉田俊司                                                      | 酒井孝裕、高木潤 藤原未來夫、小松原聖 橫松雄馬                | 酒井孝裕                                                 |
| 第六話       |              | 期待明天           | 村田治                                                   | 仁昌寺義人                                               | 比嘉直                                                        | 安田周平、加藤里香 福地和浩、成松義人                         | 酒井孝裕                                                 |
| 第七話       |              | 田園般的喜悅       |                                                          | 政木伸一                                                 | 政木伸一                                                      | 田畑昭                                                        | 酒井孝裕                                                 |
| 第八話       |              | 神的祝福           | 山本天志                                                 | 關大                                                     | 金二星                                                        |                                                               | 酒井孝裕                                                 |
| 第九話       |              | 知曉心痛之人       | 村田治                                                   | 平井義通                                                 | 平井義通                                                      | 山口飛鳥、阿部達也                                            | 酒井孝裕                                                 |
| 第十話       |              | 愛情的羈絆         |                                                          | 黑崎武                                                   | 西村博昭                                                      | 服部憲知、松下純子 中野彰子、細川修平 松本昌代                | 酒井孝裕                                                 |
| 第十一話     |              | 情熱               | 村田治                                                   | 東海林真一                                               | 平林拓真                                                      | 山口飛鳥、阿部達也 橋口隼人、藤原未來夫                       | 酒井孝裕                                                 |
| 最終話       |              | 向妳微笑           | 上江洲誠                                                 | 美袋一                                                   | 福岡大生                                                      | 酒井孝裕                                                      | 酒井孝裕                                                 |
| 鷲尾須美之章 |              |                    |                                                          |                                                          |                                                               |                                                               |                                                          |
| 第一話       |              | 鷲尾須美           | 上江洲誠                                                 | 林直孝                                                   | 林直孝                                                        | 酒井孝裕                                                      | 酒井孝裕                                                 |
| 第二話       |              | 朋友               |                                                          | 政木伸一                                                 | 政木伸一                                                      | 酒井孝裕                                                      | 酒井孝裕                                                 |
| 第三話       |              | 日常               | 仁昌寺義人                                               | 關大                                                     | 山崎輝彥、菊池政芳 櫻井木之實、KIM YONGSIK 澤田犬二、永山惠   |                                                               | 酒井孝裕                                                 |
| 第四話       |              | 靈魂               | 山本天志                                                 | 福岡大生                                                 | 酒井孝裕                                                      | 不適用                                                        |                                                          |
| 第五話       |              | 再見               | 上江洲誠                                                 | 平井義通                                                 | 關大                                                          | 正木優太、水野隆宏                                            | 酒井孝裕                                                 |
| 第六話       |              | 約定               | 上江洲誠                                                 | 福岡大生                                                 | 福岡大生                                                      | 酒井孝裕                                                      | 不適用                                                   |
| 總集篇       |              | 向陽之處           | 《勇者之章》播放前的特別節目；旁白：東郷美森（三森鈴子） | 《勇者之章》播放前的特別節目；旁白：東郷美森（三森鈴子） | 《勇者之章》播放前的特別節目；旁白：東郷美森（三森鈴子）      | 《勇者之章》播放前的特別節目；旁白：東郷美森（三森鈴子）      | 《勇者之章》播放前的特別節目；旁白：東郷美森（三森鈴子） |
| 勇者之章     |              |                    |                                                          |                                                          |                                                               |                                                               |                                                          |
| 第一話       |              | 華麗的日子         | 上江洲誠                                                 | 政木伸一                                                 | 佐藤清光                                                      | 酒井孝裕                                                      | 不適用                                                   |
| 第二話       |              | 重要的記憶         |                                                          | 福岡大生                                                 | 福岡大生                                                      | 永山惠、正木優太                                              | 酒井孝裕                                                 |
| 第三話       |              | 每當想起你就會心痛 | 上江洲誠                                                 | 福岡大生                                                 | 濱崎徹                                                        | 小菅洋、正木優太                                              | 酒井孝裕                                                 |
| 第四話       |              | 深藏的意志         |                                                          | 福岡大生                                                 | 北川正人                                                      | 小島唯可、壽夢龍                                              | 酒井孝裕                                                 |
| 第五話       |              | 純潔的心           | 佐藤清光                                                 | 佐藤清光                                                 | 永山惠、平田雄三 正木優太、LEVEL ZERO KIM EUN HA SONG HYUN JU |                                                               | 酒井孝裕                                                 |
| 最終話       |              | 只要有你就很幸福   | 上江洲誠                                                 | 岸誠二 福岡大生                                          | 福岡大生                                                      | 酒井孝裕、小島唯可 小菅洋、壽夢龍 正木優太、永山惠 LEVEL ZERO | 酒井孝裕                                                 |
| 大滿開之章   |              |                    |                                                          |                                                          |                                                               |                                                               |                                                          |
| 第一話       |              | 青春的喜悅         | 上江洲誠                                                 | 岸誠二 濱崎徹                                            | 濱崎徹                                                        | 酒井孝裕                                                      | 不適用                                                   |
| 第二話       |              | 為你獻上我的一切   | 上江洲誠                                                 | 林直孝 岸誠二                                            | 佐佐木達也                                                    | 小菅洋                                                        | 酒井孝裕                                                 |
| 第三話       |              | 小小的幸福         | 上江洲誠                                                 | 福岡大生                                                 | 藏本穗高                                                      | 田中翼、室井誠                                                | 酒井孝裕                                                 |
| 第四話       |              | 神諭               | 上江洲誠                                                 | 福岡大生                                                 | 下司泰弘                                                      | 永山惠、平田雄三 田邊博                                       | 酒井孝裕                                                 |
| 第五話       |              | 綻放光輝           | 上江洲誠                                                 | 清水聰                                                   | 佐佐木達也                                                    | 室井誠、田中翼 小島唯可、辻早智子 正木優太、田邊博 永山惠     | 酒井孝裕                                                 |
| 第六話       |              | 平復我的不安       | 上江洲誠                                                 | 田中貴大                                                 | 濱崎徹                                                        | 小菅洋                                                        | 酒井孝裕                                                 |
| 第七話       |              | 不會忘記           | 上江洲誠                                                 | 加藤敏幸                                                 | 加藤顯                                                        | 田中翼、室井誠                                                | 酒井孝裕                                                 |
| 第八話       |              | 不變的誓言         | 上江洲誠                                                 | 福岡大生                                                 | 下司泰弘                                                      | 大田謙治                                                      | 酒井孝裕                                                 |
| 第九話       |              | 真正的友情         |                                                          | 岸誠二 柿本廣大                                          | 佐佐木達也                                                    | 小島唯可、永山惠 室井誠、正木優太                             | 酒井孝裕                                                 |
| 第十話       |              | 逆境之中誔生的力量 | 上江洲誠                                                 | 福岡大生                                                 | 濱崎徹                                                        | 小菅洋、室井誠                                                | 酒井孝裕                                                 |
| 第十一話     |              | 我的心在燃燒       | 上江洲誠                                                 | 岸誠二 福岡大生                                          |                                                               | 田中翼                                                        | 酒井孝裕                                                 |
| 最終話       |              | 永遠的喜悅         | 上江洲誠                                                 | 清水聰                                                   | 濱崎徹                                                        | 酒井孝裕、大田謙治 小菅洋                                     | 酒井孝裕                                                 |

### 播放電視台
日本深夜動畫：下文記載的日本国内播放時間使用日本標準時間（UTC+9）表示。因為部分時間标识會採用30小时制，因此請留意这类超过24:00的时间，其實際播放時間為翌日清晨。
| 播放地區   | 播放電視台         | 播放日期                      | 播放時間（UTC+9）    | 所屬聯播網     | 備註       |
| 第1期      | 第1期              | 第1期                         | 第1期                | 第1期          | 第1期      |
| ---------- | ------------------ | ----------------------------- | -------------------- | -------------- | ---------- |
| 近畿廣域圈 | MBS                | 2014年10月16日－12月25日      | 星期四 26:19 - 26:49 | TBS系列        | 製作電視台 |
| 關東廣域圈 | TBS                | 2014年10月17日－12月26日      | 星期五 26:25 - 26:55 | TBS系列        |            |
| 中京廣域圈 | CBC                | 2014年10月17日－12月26日      | 星期五 27:12 - 27:42 | TBS系列        |            |
| 日本全國   | BS-TBS             | 2014年10月18日－12月27日      | 星期六 24:30 - 25:00 | TBS系列 BS放送 |            |
| 日本全國   | NICONICO生放送     | 2014年10月19日－12月28日      | 星期日 22:00 - 22:30 | 網絡電視       |            |
| 日本全國   | NICONICO頻道       | 2014年10月19日－12月28日      | 星期日 22:30 更新    | 網絡電視       |            |
| 日本全國   | 萬代頻道           | 2014年10月19日－12月28日      | 星期日 23:00 更新    | 網絡電視       |            |
| 日本全國   | DOCOMO ANIME STORE | 2014年10月20日－12月29日      | 星期一 12:00 更新    | 網絡電視       |            |
| 鹿兒島縣   | 南日本放送         | 2014年10月22日－12月31日      | 星期三 25:35 - 26:05 | TBS系列        |            |
| 日本全國   | Dlife              | 2015年4月10日－6月26日        | 星期五 26:00 - 26:30 | BS放送         |            |
| 日本全國   | ANIMAX             | 2015年5月7日－7月23日         | 星期四 22:00 - 22:30 | BS放送         |            |
| 第2期      |                    |                               |                      |                |            |
| 近畿廣域圈 | MBS                | 2017年10月6日－2018年1月5日   | 星期五 25:55 - 26:25 | TBS系列        | 製作電視台 |
| 關東廣域圈 | TBS                | 2017年10月6日－2018年1月5日   | 星期五 25:55 - 26:25 | TBS系列        |            |
| 中京廣域圈 | CBC                | 2017年10月6日－2018年1月5日   | 星期五 26:39 - 27:09 | TBS系列        |            |
| 日本全國   | BS-TBS             | 2017年10月7日－2018年1月6日   | 星期六 24:00 - 24:30 | TBS系列 BS放送 |            |
| 日本全國   | AT-X               | 2017年10月9日－2018年1月8日   | 星期一 22:00 - 22:30 | 網絡電視       |            |
| 第3期      |                    |                               |                      |                |            |
| 近畿廣域圈 | MBS                | 2021年10月1日－2021年12月17日 | 星期五 25:55 - 26:25 | TBS系列        | 製作電視台 |
| 關東廣域圈 | TBS                | 2021年10月1日－2021年12月17日 | 星期五 25:55 - 26:25 | TBS系列        |            |
| 日本全國   | BS-TBS             | 2021年10月1日－2021年12月17日 | 星期五 26:30 - 27:00 | TBS系列 BS放送 |            |
| 日本全國   | AT-X               | 2021年10月4日－2021年12月20日 | 星期一 21:00 - 21:30 | 網絡電視       |            |

| 每日放送 Animeism 第2部 星期四 26:19－26:49 節目 | 每日放送 Animeism 第2部 星期四 26:19－26:49 節目  | 每日放送 Animeism 第2部 星期四 26:19－26:49 節目 |
| ------------------------------------------------ | ------------------------------------------------- | ------------------------------------------------ |
|                                                  | 結城友奈是勇者 第1期 （2014年10月16日－12月25日） |                                                  |
| 黑執事 Book of Circus                            | 蒼穹之戰神EXODUS                                  |                                                  |

除了表列項目外，在日本國內，尚有GyaO!、Docomo d Anime Store、GyaO! Store、J:COM点播、PlayStation Store、Hikari TV、U-NEXT、DMM.com、乐天Showtime、TSUTAYA TV、Video Market（ビデオマーケット）、acTVila、MOVIEFULL Plus（Plus）、OnGen、Google Play、au Video Pass（au ）、KDDI Video Store、milplus、TOKAI点播、iTSCOM点播等服務商提供此片的视频串流播放服務。在日本國外，中国大陆地区由愛奇藝提供此片的在线播放服務，而Crunchyroll則首次聯合波麗佳音在北美洲於後者旗下的美国波丽佳音播放此片。

## 網路廣播
「結城友奈是勇者」勇者社活動報告
2014年10月13日起逢星期一於音泉開始提供串流播放，主持人為照井春佳、黑澤朋世、內山夕實，於2015年5月25日結束播放。
「結城友奈是勇者」勇者部活動報告 春夏秋冬
2015年8月10日起逢星期一於音泉開始提供串流播放，主持人為照井春佳、黑澤朋世、內山夕實，於2017年9月25日結束播放。
「結城友奈是勇者」勇者部活動報告〜廣播之章〜
2017年9月29日起逢星期五於音泉開始提供串流播放，主持人為照井春佳、黑澤朋世、內山夕實。

## 漫畫
結城友奈是勇者社所屬
於《電擊G's magazine》2014年9月號連載至2016年8月號，由娘太丸作畫的四格漫畫。
結城友奈是勇者
自原作動畫改編，由かんの糖子作畫。
結城友奈是勇者社所屬 Punitto！
於《電擊G's magazine》2017年9月號連載至2018年10月號，由娘太丸作畫的四格漫畫。

## 相關商品

### 藍光／DVD
| 卷           | 發售日         | 收錄話         | 規格編號     | 規格編號     |
| 卷           | 發售日         | 收錄話         | 藍光         | DVD          |
| 結城友奈之章 | 結城友奈之章   | 結城友奈之章   | 結城友奈之章 | 結城友奈之章 |
| ------------ | -------------- | -------------- | ------------ | ------------ |
| 1            | 2014年12月17日 | 第1話－第2話   | PCXG-50451   | PCBG-52591   |
| 2            | 2015年1月21日  | 第3話－第4話   | PCXG-50452   | PCBG-52592   |
| 3            | 2015年2月18日  | 第5話－第6話   | PCXG-50453   | PCBG-52593   |
| 4            | 2015年3月18日  | 第7話－第8話   | PCXG-50454   | PCBG-52594   |
| 5            | 2015年4月15日  | 第9話－第10話  | PCXG-50455   | PCBG-52595   |
| 6            | 2015年5月20日  | 第11話－第12話 | PCXG-50456   | PCBG-52596   |
| BOX          | 2017年9月20日  | 全12話         | PCXG-50457   | 不適用       |
| 鷲尾須美之章 |                |                |              |              |
| BOX          | 2017年12月20日 | 全6話          | PCXG-50621   | 不適用       |
| 1            | 2017年12月20日 | 第1話－第2話   | 不適用       | PCBG-52481   |
| 2            | 2018年1月17日  | 第3話－第4話   | 不適用       | PCBG-52482   |
| 3            | 2018年2月21日  | 第5話－第6話   | 不適用       | PCBG-52483   |
| 勇者之章     |                |                |              |              |
| 1            | 2018年3月21日  | 第1話－第2話   | 不適用       | PCBG-52484   |
| 2            | 2018年4月18日  | 第3話－第4話   | 不適用       | PCBG-52485   |
| 3            | 2018年5月30日  | 第5話－第6話   | 不適用       | PCBG-52486   |
| BOX          | 2018年5月30日  | 全6話          | PCXG-50622   | 不適用       |
| 大滿開之章   |                |                |              |              |
| BOX 上       | 2021年12月15日 | 第1話－第6話   | PCXG-50781   | 不適用       |
| BOX 下       | 2021年1月19日  | 第7話－第12話  | PCXG-50782   | 不適用       |

### CD
| 發售日         | 名稱                                                | 規格編號                              |
| 第1期          | 第1期                                               | 第1期                                 |
| -------------- | --------------------------------------------------- | ------------------------------------- |
| 2014年11月5日  |                                                     | PCCG-70231                            |
| 2014年11月19日 | Aurora Days                                         | PCCG-70232                            |
| 2014年12月10日 | 電視動畫「結城友奈是勇者」OST                       | PCCG-1438                             |
| 2015年2月25日  | 「結城友奈是勇者 勇者部活動報告」Vol.1              | PCCG-90138                            |
| 2015年5月20日  | 「結城友奈是勇者 勇者部活動報告」Vol.2              | PCCG-90139                            |
| 2015年7月22日  | 「結城友奈是勇者 勇者部活動報告」Vol.3              | PCCG-90140                            |
| 2016年3月2日   |                                                     | PCCG-01503（CD&DVD） PCCG-01504（CD） |
| 第2期          |                                                     |                                       |
| 2017年3月15日  |                                                     | PCCG-70401                            |
| 2017年4月12日  |                                                     | PCCG-01576（CD&DVD） PCCG-70361（CD） |
| 2017年4月12日  | PCCG-70402                                          |                                       |
| 2017年7月5日   |                                                     | PCCG-70403                            |
| 2017年7月5日   | 電視動畫「結城友奈是勇者 鹫尾须美之章」OST          | PCCG-1591                             |
| 2017年10月11日 |                                                     | PCCG-01623（CD&DVD） PCCG-70406（CD） |
| 2017年12月6日  |                                                     | PCCG-70408                            |
| 2017年12月20日 | 「結城友奈是勇者 勇者部活動報告」春夏秋冬           | PCCG-90165                            |
| 2018年3月2日   | 「結城友奈是勇者 勇者部活動報告 〜廣播之章〜」Vol.1 | PCCG-90168                            |
| 2018年5月23日  | 「結城友奈是勇者 勇者部活動報告 〜廣播之章〜」Vol.2 | PCCG-90169                            |
| 2019年11月6日  |                                                     | PCCG-01819                            |
| 第3期          |                                                     |                                       |
| 2021年10月27日 |                                                     | PCCG-01991                            |
| 2021年10月27日 | PCCG-02073                                          |                                       |
| 2021年12月1日  | 電視動畫「結城友奈是勇者 大滿開之章」OST            | PPCCG-02112                           |

## 遊戲
結城友奈是勇者 / 結城友奈是勇者S
由タカヒロ企劃、Minato Soft制作的PC冒險遊戲。作為結城友奈之章BD/DVD的初回特典發售，第1巻和第一作、第6巻和『S』捆綁在一起，也收錄於結城友奈之章的BD BOX中。另外，在Nico和YouTube上，結城友奈的聲優照井春佳的遊戲直播視頻正在作為官方視頻發布。
結城友奈是勇者 樹海的記憶
- 使用平台：PlayStation Vita[49]
- 製作公司：FuRyu Corporation（日语：FuRyu Corporation）
- 發售日期： 2015年2月26日[50]

本作發售有限定版、通常版以及下載版三個版本。
結城友奈是勇者 閃光的花結
- 使用平台:Android/IOS
- 配信日期:2017年6月8日
- 停運日期:2022年10月28日

有衍生迷你動畫《結城友奈是勇者 啾嚕！》，於2021年4月起播放，全12話。
結城友奈是勇者A
由タカヒロ企劃、Minato Soft制作的PC冒險遊戲。作為勇者之章BD BOX的特典發售。

## 外部連結
- 官方网站（日語）
- 電視動畫「結城友奈是勇者」第一期官方網站（日語）
  - 電視動畫「結城友奈是勇者」第一期北美網站 （页面存档备份，存于）（英文）
- 電視動畫「结城友奈是勇者 鹫尾须美之章&勇者之章」第二期官方網站 （页面存档备份，存于）（日語）
  - 電視動畫「结城友奈是勇者 鹫尾须美之章&勇者之章」第二期北美官網 （页面存档备份，存于）（英文）
- 電視動畫「結城友奈是勇者 大滿開之章」第三期官方網站 （页面存档备份，存于）（日語）
- 電視動畫「結城友奈是勇者」官方Twitter的X（前Twitter）（日語）
- PSVita 結城友奈是勇者 樹海的記憶 遊戲官網 （页面存档备份，存于）（日語）
- 結城友奈是勇者（漫畫） （页面存档备份，存于）（日語）
- 結城友奈是勇者社所屬（漫畫） （页面存档备份，存于）（日語）
- 勇者部官網 （页面存档备份，存于）（日語）
- Takahiro IV Project （页面存档备份，存于）（日語）